# Maguan (Berbek)
Maguan is een bestuurslaag in het regentschap Nganjuk van de provincie Oost-Java, Indonesië. Maguan telt 2380 inwoners (volkstelling 2010).